# کوشک عباس‌آباد
کوشک عباس‌آباد مربوط به دوره صفوی است و در شهرستان نطنز، ۲۰ کیلومتری شمال غربی جاده نطنز به کاشان واقع شده و این اثر در تاریخ ۲۵ خرداد ۱۳۸۱ با شمارهٔ ثبت ۵۸۸۲ به‌عنوان یکی از آثار ملی ایران به ثبت رسیده‌است.